# Udarna igla
Udarna igla je del orožja, po katerem pri pritisku na sprožilec udari kladivce. Udarna igla prenese silo udarca na netilko. 
V preteklosti je moralo kladivce udariti po robu tulca ali po netilki sami, da bi le-ta »eksplodirala« in vnela glavno smodniško polnjenje v naboju. Tovrstno proženje je pogosto zatajilo, zaradi česar se je pojavil način vžiga preko udarne igle. 
Pri orožju z udarno iglo se namreč sila kladivca prenese na večjo površino zadnjega konca igle, njen koničasti del, ki mora biti zaobljen, da ne bi predrl netilke, pa preko luknjice v zaklepu z veliko natančnostjo udari po netilki in jo sproži. Iz tega razloga so udarne igle izdelane iz najtrših kovin.